# 西村乡 (修武县)
西村乡，是中华人民共和国河南省焦作市修武县下辖的一个乡镇级行政单位。

## 行政区划
西村乡下辖以下地区：
西村、小南坡村、磨石坡村、柿园村、甲板创村、六股涧村、小东村、洞湾村、田坪村、当阳峪村、北洼村、圪料返村、西交口村、东交口村、西岭后村、西大掌村、艾曲村、东村、南坡村、孟泉村、虎路峪村、黑岩村、东大掌村、宋营村、金岭坡村、葡萄峪村、小东沟村、双庙村、平顶窑村、长岭村、孤山村、后河村、裴庄村、影寺村和桃园村。

## 中国传统村落
2013年8月，平顶爻村、双庙村被评为第二批中国传统村落。